# Roosewelt Filho
Roosewelt de o Vasconcelos Filho (* 12. Oktober 1984) ist ein brasilianischer Volleyballspieler.

## Karriere
Roosewelt Filho begann seine Karriere 2002 bei Clube Meritus. In den folgenden Jahren spielte er in Brasilien auch für Bauru Atlético Clube, Atibaia und Maringá. In der Saison 2009/10 spielte der Mittelblocker erstmals im Ausland und wurde mit dem bulgarischen Verein Neftochimik Burgas Pokalfinalist und Vizemeister. Danach wechselte er in die Schweiz und gewann mit Volley Näfels 2011 die Schweizer Meisterschaft. Ein Jahr später gelang ihm mit dem Ligakonkurrenten Volley Amriswil der nationale Pokalsieg. 2013 kehrte er in die Heimat zurück und spielte jeweils eine Saison bei Cimed Florianópolis und bei Voleisul. Danach war er in Argentinien aktiv, zunächst eine Saison bei Pilar Vóley und dann bei Obras Udap Vóley. 2016/17 spielte er wieder in Näfels und wurde Schweizer Pokalfinalist und Vizemeister. In der folgenden Saison gewann er mit dem slowakischen Verein VK Prievidza das Double aus Pokal und Meisterschaft. 2018 wechselte er zum griechischen Verein Foinikas Syros. Mit Syros erreichte er das Pokalfinale und den dritten Platz in der Liga. 2019 wechselte Roosewelt Filho zum deutschen Bundesliga-Aufsteiger Heitec Volleys Eltmann.